# Quentin Bryce
Pour les articles homonymes, voir Bryce.
Dame Quentin Bryce, née Strachan le 23 décembre 1942 à Brisbane (Queensland), est une universitaire et femme d'État australienne. Elle est gouverneure générale d'Australie du 5 septembre 2008 au 28 mars 2014, 25e personne et première femme à occuper le poste.

## Biographie

### Enfance et études
Née Quentin Strachan à Brisbane, la cadette parmi quatre filles, elle passe ses premières années à Ilfracombe, dans le Queensland, où ses parents, Norman Strachan et Naida Wetzel, s'installent en 1940. Son père dirige l'usine locale de foulage de la laine. Sa mère est institutrice avant son mariage et elle éduque elle-même tous ses enfants à la maison, plutôt que de les envoyer à l'école publique. Sa famille quitte la région en 1949, s'installant tout d'abord à Launceston en Tasmanie, où ils demeurent environ une année. Puis la famille revient dans le Queensland, à Belmont, banlieue de Brisbane, où son père est embauché pour démarrer un nouveau fouloir à laine. Quentin Bryce fréquente l'école publique de Camp Hill, où elle rencontre pour la première fois son futur mari, Michael Bryce.
Durant cette période, son père achète une propriété près de Tenterfield, en Nouvelle-Galles du Sud, où il se lance dans l'élevage du mouton. En 1956, Quentin Strachan devient interne au collège de Moreton Bay à Wynnum près de Brisbane, tandis que ses parents « dirigeaient une ou deux fermes dans l'ouest  ». Après son diplôme de fin d'études secondaires, elle s'inscrit à l'université du Queensland, tout d'abord en assistant de service social et en licence de lettres, puis passant en droit lors de sa troisième année. Elle obtint ainsi un Bachelor of Arts en 1962, et une licence en droit en 1965,. Elle se maria en 1964 avec Michael Bryce, et elle devint en 1965 l'une des premières avocates du Queensland, mais elle ne pratiqua jamais professionnellement.

### Carrière
Après avoir passé quelque temps à Londres, Bryce rentra en Australie, acceptant en 1968 un poste à temps partiel à l'école de droit T. C. Beirne de l'université du Queensland, la faisant devenir la première femme nommée enseignante dans cette faculté. En 1969, elle devint maître de conférences à l'école de droit, et continua à y enseigner jusqu'en 1983.
En 1978, elle rejoint le « National Women's Advisory Council » (Conseil consultatif national des femmes) nouvellement créé. Puis suivent divers postes, comme première directrice du « Queensland Women's Information Service » (Service d'information des femmes du Queensland) en 1984, directrice pour le Queensland de « l'Australian Human Rights and Equal Opportunity Commission » (Commission australienne des droits de l'homme et de l'égalité des chances) en 1987 et commissaire fédéral contre les discriminations sexuelles en 1988. Ses services à la communauté lui valurent d'être nommée officier de l'Ordre d'Australie en 1988, puis compagnon de ce même ordre et dame de l'Ordre vénérable de saint Jean en 2003.
Elle est nommée gouverneure du Queensland en 2003, et bien que quelques problèmes surgissent durant son quinquennat, celui-ci est prorogé jusqu'en 2009. Pourtant le 13 avril 2008, donc avant la fin de ses cinq premières années, l'annonce est faite qu'elle va devenir la prochaine gouverneure générale d'Australie, décision qui reçoit généralement un accueil favorable.

## Gouverneur général

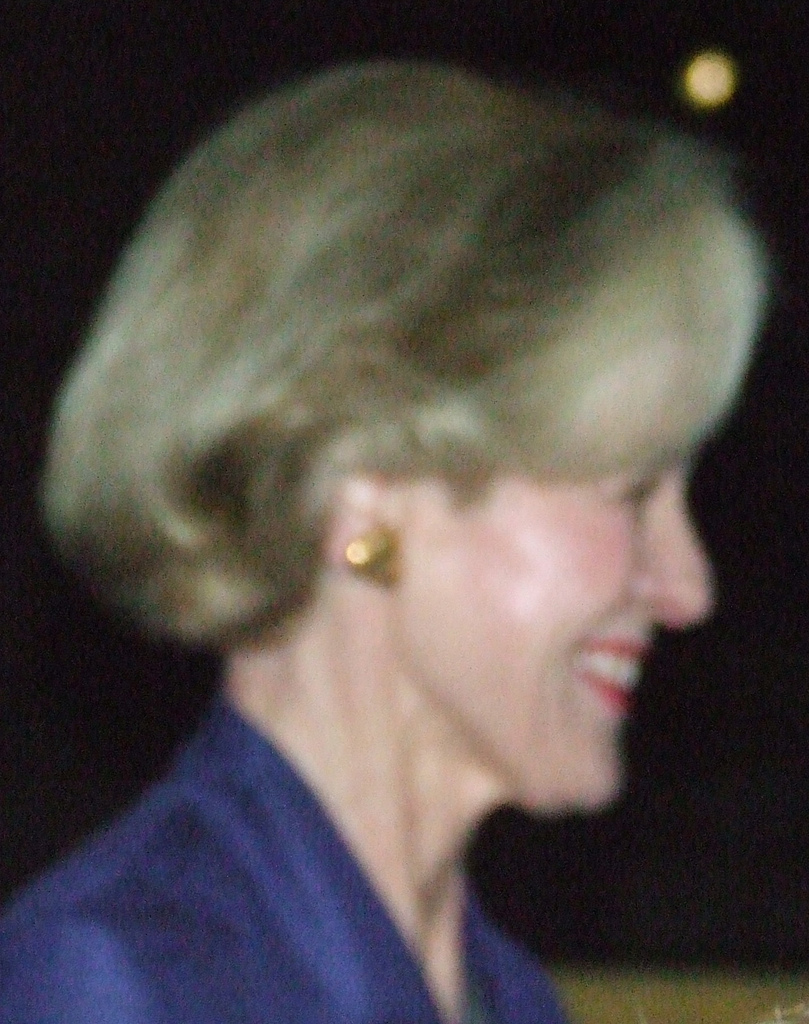
Quentin Bryce en 2008.

Le 5 septembre 2008, Quentin Bryce prête serment, succédant au major-général Michael Jeffery, qui prend sa retraite, et devient la première femme à occuper ce poste. À cette occasion, des hommes politiques du monde entier lui adressent des messages de félicitations.

### Suppositions sur sa future politique
Écrivant pour le Herald Sun journal de Melbourne, le journaliste Jill Singer suggère que Quentin Bryce exercera ses fonctions de manière très différente de son prédécesseur. Michael Jeffery avait été très effacé, évitant de s'impliquer en politique et de prendre position au sujet des questions sensibles de son époque, se conformant ainsi au rôle traditionnel d'un gouverneur général. Quentin Bryce, toutefois, « ne pense pas que faire son devoir consiste à rester silencieuse ». Sa conception du poste qu'elle occupe semble se rapprocher davantage de celle de Nathaniel Waena, gouverneur général des Îles Salomon. Le Premier ministre, Kevin Rudd, a de lui-même indiqué que Quentin Bryce serait le défenseur des causes du monde rural, des Aborigènes et des femmes : « L'esprit de l’Australie moderne, c’est écouter la voix des personnes du bush et des régions. C'est écouter ceux qui veulent promouvoir les droits des femmes. C'est donner une juste place à quelqu'un qui s'est engagée à améliorer la vie des Australiens indigènes ».

### Prises de position
Le 22 novembre 2013, Quentin Bryce s'exprime publiquement en faveur d'une république australienne, ainsi que pour la légalisation du mariage homosexuel.

## Vie privée
Elle est mariée avec Michael Bryce depuis 1964, elle est la mère de deux filles et de trois fils et la grand-mère de cinq petits-enfants.

## Distinctions
- Dame de l'ordre d'Australie (2014)
- Commandeur de l'ordre royal de Victoria (2011)
- Dame de grâce du très vénérable ordre de l'Hôpital de Saint-Jean de Jérusalem (2003)
- Médaille australienne des Sports (2000)
- Médaille du Centenaire (2001)